# Житлове
Житлове — заповідне урочище місцевого значення. Об'єкт розташований на території Онуфріївського району Кіровоградської області, поблизу с. Зибке.
Площа — 8,9 га, статус отриманий у 1992 році.